# Bela alma
Bela alma é uma espécie de gastrópode da família Mangeliidae.